# Ye Yifei
Ye Yifei (Vereenvoudigd Chinees: 叶一飞, Shaanxi, 16 juni 2000) is een Chinees autocoureur. In 2025 won hij, samen met zijn teamgenoten Philip Hanson en Robert Kubica, de 24 uur van Le Mans voor het team AF Corse.

## Carrière
Ye begon zijn autosportcarrière in het karting in 2010 op tienjarige leeftijd. In 2011 en 2012 behaalde hij de titel in het nationale kampioenschap. Tussen 2013 en 2015 reed hij in Europese kampioenschappen. In 2014 en 2015 reed hij in de KF Junior-klasse van het CIK-FIA Europese kampioenschap, maar behaalde hierin geen goede resultaten. In 2015 werd hij wel tweede achter Artjom Petrov in de KFJ-klasse van de Vega International Winter Trophy.
In 2015 maakte Ye, naast zijn kartcarrière, zijn debuut in het formuleracing en reed een dubbel Formule 4-programma in zowel het Franse als het Italiaanse Formule 4-kampioenschap voor respectievelijk de teams Autosport Academy en RB Racing. In het Franse kampioenschap won hij twee races op het Circuito de Navarra en het Circuit Paul Ricard, maar door onregelmatige resultaten in de andere races werd hij slechts twaalfde in de eindstand met 73 punten. In het Italiaanse kampioenschap nam hij enkel deel aan de laatste vijf raceweekenden, waarin een zevende plaats op het Autodromo Enzo e Dino Ferrari zijn beste resultaat was. Met 10 punten eindigde hij op plaats 21 in het kampioenschap.
In 2016 kwam Ye opnieuw uit in beide kampioenschappen, maar stapte hij in het Italiaanse kampioenschap over naar het team Kfzteile24 Mücke Motorsport. Hij domineerde het Franse kampioenschap met veertien overwinningen, waaronder zeges in alle vier de races in de raceweekenden op het Circuit Paul Ricard en het Circuit de Lédenon. Met 420 werd hij overtuigend kampioen in deze klasse. In het Italiaanse kampioenschap miste hij een raceweekend omdat deze samenviel met een weekend in het Franse kampioenschap. Desondanks behaalde hij twee podiumplaatsen op de Adria International Raceway en werd hij met 79 punten tiende in het klassement.
In 2017 stapte Ye over naar de Eurocup Formule Renault 2.0, waarin hij uitkwam voor het team Josef Kaufmann Racing. Hij behaalde drie podiumplaatsen op de Nürburgring, het Circuit Paul Ricard en Spa-Francorchamps en werd zo met 134 punten achtste in de eindstand. Tevens werd hij achter Max Fewtrell en Daniel Ticktum derde in het rookiekampioenschap. Daarnaast reed hij in drie raceweekenden van de Formule Renault 2.0 NEC, waarvan een weekend als gastcoureur. Hij won twee races op de Hockenheimring en werd met 104 punten ook hier achtste in de eindstand.
In 2018 bleef Ye rijden in de Eurocup bij Kaufmann. Op het Autodromo Nazionale Monza behaalde hij zijn eerste overwinning in de klasse en voegde hier op de Hungaroring een tweede zege aan toe. Met 239 punten werd hij achter Fewtrell en Christian Lundgaard derde in het kampioenschap. Daarnaast maakte hij zijn Formule 3-debuut in het laatste raceweekend van het Aziatische Formule 3-kampioenschap op het Sepang International Circuit voor het team Absolute Racing. Hij behaalde twee podiumplaatsen en een achtste plaats en werd met 37 punten elfde in het eindklassement.
In 2019 begon Ye het seizoen in het winterkampioenschap van de Aziatische Formule 3 bij Absolute. Hij won een race op het Chang International Circuit en nog drie races op Sepang en werd achter Rinus VeeKay tweede in het kampioenschap met 155 punten. Aansluitend maakt hij zijn debuut in het nieuwe FIA Formule 3-kampioenschap bij het team Hitech Grand Prix.